# Gheorghe Tomozei
Gheorghe Tomozei (n. 29 aprilie 1936, București,  d. 31 martie 1997, București) a fost un poet, un traducător și un eseist român.

## Biografie
A fost fiul Franței Stăncescu din satul Pucheni, județul Dâmbovița. A urmat începând cu clasa a doua primară, Liceul Enăchiță Văcărescu din Târgoviște ( care avea să își schimbe temporar titulatura in Liceul ”Nicolae Bălcescu”) și apoi cursurile Școlii de literatură „Mihai Eminescu”, avându-i colegi pe Fănuș Neagu,Lucian Raicu, Nicolae Labiș. 
A debutat literar în anul 1953 în revista Tânărul scriitor cu poezie, iar în anul 1957 debutează cu volumul Pasărea albastră.În iarna dintre anii 1954-1955 este pentru șase luni,redactor la Editura pentru Literatură și îl vizitează pe George Bacovia, ocupându-se de publicarea cărții de poezii a acestuia, într-un timid început de dezgheț dogmatic,după dura perioada stalinistă în care Bacovia fusese la index, ca mulți alți autori români importanți. 
A fost redactor la revistele Cinema, Tânărul scriitor, Argeș și la Almanahul Scriitorilor, editat de Asociația Scriitorilor din București. A fost marcat toată viața de mari prietenii literare, cea pentru Nicolae Labiș și cea pentru Nichita Stănescu. În memoria acestora a publicat volume de amintiri și albume memoriale, precum Urmele poetului Labiș în 1985. 
S-a stins din viață la 31 martie 1997, în urma unui atac cerebral, în apartamentul său din București. A avut împreună cu scriitoarea Cleopatra Lorințiu ,ultima lui soție, un fiu, Maximilian Tomozei, în prezent fotograf la Paris. A fost o perioadă la conducerea revistei Argeș, din Pitești, subintitulată „revistă politică, socială, culturală”, perioadă în care revista a publicat suplimentul Biblioteca Argeș în care au publicat plachete de poezie o seamă de poeți. 

## Distincții
- Ordinul „Meritul Cultural” clasa a II-a (16 decembrie 1972) „pentru merite deosebite în opera de construire a socialismului, cu prilejul aniversării a 25 de ani de la proclamarea Republicii”[6]

Premiul Uniunii Scriitorilor pentru poezie în 1971 pentru Misterul clepsidrei, împreună cu Vasile Nicolescu (pentru Clopotul nins).
Premiul Academiei – Premiul „Mihai Eminescu“ pentru poezie în 1976 pentru volumul Gloria ierbii, împreună cu Mircea Dinescu (pentru Proprietarul de poduri).
La 2 iunie 2024 ,la Muzeul scriitorilor dâmbovițeni din Târgoviște a fost inaugurată Expoziția Remember ”Gheorghe Tomozei un poet suav anapoda” realizată de Cleopatra Lorințiu și Ionuț Vulpescu.

## Opera

### Opera poetică
- Pasărea albastră, (1957);
- Steaua polară, (1960);
- Vârsta alintului, (1963);
- Noaptea de echinox, (1964);
- Poezii, (1966);
- Patruzeci și șase de poezii de dragoste, (1967);
- Altair, (1967);
- Poezii de dragoste, Editura Albatros, (1970);
- Suav anapoda, (1969);
- Dincolo de nebunii, (1969);
- Misterul clepsidrei, (1971);
- Atlantis, (1971);
- Mașinării romantice (1973);
- Muzeul ploii, proze și poeme în proză (1973);
- La lumina zăpezii, (1974);
- Negru Vodă, (1974);
- Gloria ierbii, (1975);
- Istoria unei amfore. Țara lui Făt-Frumos, (1976);
- Poema Patriei, (1977);
- O oră de iubire, Editura Eminescu, (1978);
- Peregrin valah. Ierbar de nervi, (1978);
- Amintiri despre mine, (1980);
- Focul hrănit cu mere, (1981);
- Efigii ,Editura Militară,(1972);
- Tanit, poezii, Editura Cartea Românească, (1972);
- Prea târziu, prea devreme. Poeme fără final, (1984);
- Un poet din Tibet, poeme, (1995);
- Luna, poeme,(1994);

### Cărți pentru copii
- Lacul codrilor, albastru, (1961);
- Fântâna culorilor, (1964);
- Cântece de toamnă mică, (1967);
- Toamnă cu iepuri , Editura Ion Creangă, (1970);
- Carul cu mere, (1974);
- Războiul de treizeci de ani între dulăi si motani, (1974);
- Carte de citire, carte de iubire, Editura Facla, 1980 (în colaborare cu Nichita Stănescu);
- Carte de motanică, (1984);
- Toamnă mică, Editura Vizual, București, 1996, 8 pagini;
- Poeziile verii, Editura Vizual, București, 1998, 16 pagini;

### Proză / Literatură de călătorie / Jurnalism
- Dacă treci râul Selenei (Copilăria lui Mihai Eminescu), 1967;
- Filigran, proze jurnalistice, (1968);
- Tîrgoviște, monografie lirică, (1970);
- Miradoniz (Copilăria si adolescența lui Mihai Eminescu), (1970);
- Moartea unui poet, Editura Cartea românească, (1972);
- Manuscrisele de la Marea Neagră, (1982);
- Călătorii cu dirijabilul, Note de călătorie, Editura Sport Turism, (1982);
- Urmele poetului Labiș, biografie, (1985);
- Plantația de fluturi, însemnări, (1988);
- Fragmentarium, Manuscripte,articole(91-93),Editura Tiparg, ( 2011) ISBN 978-973-735-561-4

### Opera tradusă în alte limbi
- Lovas mennyorszag (Trăsura cu cai), traducere în limba maghiară, (1971);
- Tanitinkulsadaf (1972), traducere în limba maghiară.

## Traduceri
- Dimos Rendis, Zeii coboară din Olimp (roman), În românește de Gheorghe Tomozei, Editura Tineretului, București, 1961, 309 p.
- Michael Leapman, Omul-rază (roman fantastic), În românește de Gheorghe Tomozei, Editura Tineretului, București, 1963, 312 p.
- Gheorghe Tomozei, Cronica lui Stavrinos [despre Mihai Viteazul, tradusă și adaptată de Gheorghe Tomozei], Editura Eminescu, București, 1975, 104 p.
- Robert Rojdestvenski, Poeme, În românește de Valeriu Bucuroiu și Gheorghe Tomozei, Prefață de Mircea Iorgulescu, Editura Univers, București, 1976, 132 p.: il., portr.
- William Shakespeare, Sonete, În românește de Gheorghe Tomozei, Editura Junimea, Iași, 1978, 183 p. il.
- Jotie T'hooft[7], Peisaj strident: poeme, În românește de Gheorghe Tomozei, Editura Univers, 1981, 95 p., [6] f. pl. il.
- William Shakespeare, Sonete, Traducere de Gheorghe Tomozei, Ediție îngrijită de Radu Cârneci, Ilustrații de Dragoș Morărescu, Editura Orion, București, 1996, 400 p., il. facs., Seria: Mari poeți ai iubirii, Colecție bibliofilă. ISBN 973-95532-7-3.
- William Shakespeare, Sonnets, Versiune românească: Gheorghe Tomozei, Ed. bilingvă, Editura Pandora-M, Târgoviște, 1996, 160 p.
- William Shakespeare, Sonnets, Versiune românească: Gheorghe Tomozei, Ediția a 2-a, Ed. bilingvă, Editura Pandora-M, Târgoviște, 1998, 160 p.
- William Shakespeare, Sonnets, Versiune românească: Gheorghe Tomozei, Editura Miracol, București, 1998, 160 p., Seria: Lirică românească și universală.
- William Shakespeare, Sonete, Editura Litera, 2003, ISBN 973-8358-03-5.
- William Shakespeare, Sonete, Traducere de Gheorghe Tomozei, Editura Litera Internațional, București, Chișinău, 2004, 172 p.
- William Shakespeare, Sonete / Sonnets, Traducere din engleză de Gheorghe Tomozei, Ediția a 2-a, rev., Ed. bilingvă, Editura Pandora-M (parte a grupului editorial TREI), București, 2009, 160 p. Seria: Colecția bilingvă.